# روبرت والاس ويب
روبرت والاس ويب (بالإنجليزية: Robert Wallace Webb)‏ هو جيولوجي أمريكي، ولد في 2 نوفمبر 1909، وتوفي في 4 مارس 1984.